# Iudaism ortodox
Iudaismul ortodox reprezintă o reacție împotriva reformismului care a început să se răspândească în comunitățile evreiești din Europa în prima jumătate a secolului XIX. Ortodoxia evreiască s-a împotrivit asimilări evreilor în populația din jurul lor și s-a împotrivit reformaților în ritual. 
Este întrucâtva asemenea fundamentalismului din protestantism. Iar iudaismul conservator – expresia iudaică a căii de mijloc – este asemenea, probabil, cu conservatorismul din confesiunea protestantă. Circa 40% din evreii practicanți (ai religiei lor) sunt ortodocși, 30% sunt reformiști, iar 30% sunt conservatori.

Fondatorii iudaismului ortodox sunt Vilna Gaon, Chasam Sofer, Akiva Eiger, și alți lideri tradiționaliști din secolele XVIII-XIX. O provocare ideologică la adresa autorității rabinice, spre deosebire de secularizarea prozaică, a apărut sub forma mișcării Haskalah (iluminismul evreiesc) care a apărut în prim-plan în 1782. Hartwig Wessely,  Moses Mendelssohn și alți maskilim au cerut o reformă a educației evreiești, abolirea constrângerii în chestiuni de conștiință și altele măsuri de modernizare. Au ocolit aprobarea rabinică și s-au impus, cel puțin implicit, ca o elită intelectuală rivală. A urmat o luptă amară. Reacționând la afirmația lui Mendelssohn că libertatea de conștiință trebuie să înlocuiască cenzura de către comunitate, rabinul Cohen din Hamburg a comentat: 
Înseși temelia Legii și a poruncilor se bazează pe constrângere, permițând să forțezi ascultarea și să pedepsești pe cel călcător. Negarea acestui fapt este asemănătoare cu negarea soarelui la amiază.
Cu toate acestea, rivalitatea maskilic-rabinică s-a încheiat în cea mai mare parte a Europei Centrale, pe măsură ce guvernele impuneau modernizarea supușilor lor evrei. Școlile au înlocuit tradiționalul cheders, iar limba germană standard a început să înlocuiască idișul. Diferențele dintre instituție și iluminiști au devenit irelevante, iar primii au îmbrățișat adesea opiniile celor din urmă (acum învechite, deoarece moduri mai agresive de aculturație au înlocuit programul Haskalah-ilor). În 1810, când filantropul Israel Jacobson a deschis ceea ce mai târziu a fost identificată drept prima sinagogă reformată în Seesen, cu ritualuri modernizate, a întâlnit puține proteste.
Isaac Leeser în 1845 a introdus cuvintele „ortodox” și „ortodoxie” în discursul evreiesc american, în mod explicit pentru a se opune reformei. Leeser a fost un susținător ferm al lui Zecharias Frankel, pe care el îl considera „liderul partidului ortodox” într-o perioadă în care pozițiile istorico-pozitive și ortodoxe erau greu de distins. În 1861, Leeser l-a apărat pe Frankel într-o polemică instigată de Hirsch. Lesser a devenit un punct de raliere pentru elementele conservatoare, preocupate în principal de standardele publice de respectat în domenii critice precum căsătoria.